# Eric Gravatt
Eric Kamau Grávátt (6 de marzo de 1947) es un baterista de jazz de Filadelfia.  Ha tocado con McCoy Tyner, Joe Henderson, Weather Report, Byard Lancaster, Dom Um Romão.  Fue miembro de Weather Report entre 1972 y 1974.  

## Discografía
Con Byard Lancaster
- It's Not Up to Us (Vortex, 1966 [1968])

Con Lloyd McNeill
- Asha (1969)
- Washington Suite (1970)

Con Weather Report
- I Sing the Body Electric (Columbia, 1972)
- Live in Tokyo (Columbia, 1972)
- Sweetnighter (Columbia, 1973)

Con Julian Priester
- Love, Love (ECM, 1973)

Con Eddie Henderson
- Inside Out (Capricorn, 1974)

Con Joe Henderson
- Canyon Lady (Milestone, 1975)

Con McCoy Tyner
- Focal Point (Milestone 1976)
- Inner Voices (Milestone, 1977)

Con Tony Hymas
- Hope Street MN (nato, 2002)